# Marcell Komor

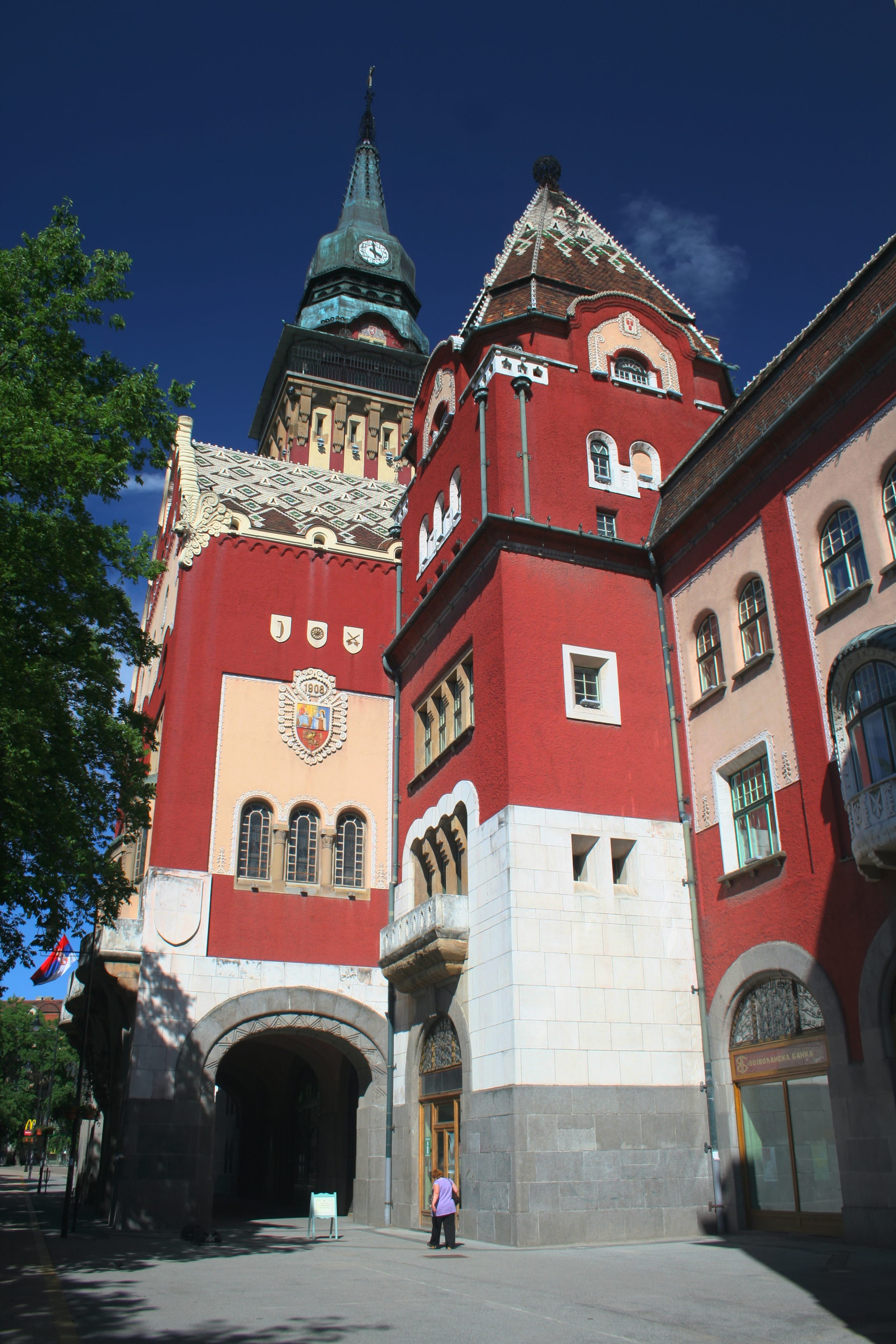
Subotická radnice, práce Marcella Komora a Dezső Jakaba, Srbsko

Marcell Komor (7. listopadu 1868 Budapešť, Rakousko-Uhersko – 29. listopadu 1944 Deutschkreutz, Rakousko) byl maďarský architekt. Jednalo se o jednoho z předních představitelů maďarské architektury usilující na přelomu 19. a 20. století o vlastní národní styl. Zahynul jako oběť fašistické perzekuce.
Studoval na Vysoké škole technické v Budapešti. Po absolvování byl pracovníkem stavební firmy Hauszmann-Czigler a v roce 1897 se stal jako jednatřicetiletý spoluvlastníkem stavební kanceláře v Budapešti.

## Spolupráce s Dezső Jakabem
V roce 1897 navázal spolupráci s Dezső Jakabem (1864–1932). Stavby, které navrhovali společně, mají typický novobarokní ráz, který se stal součástí oficiální prezentace Habsburské monarchie. Podle jejich projektů byla vybudována například bývalá Lidová opera, městské, dnes Erkelovo divadlo, park spolu se sanatoriem v Budapešti, radnici v Subotici a Marosille, společenský dům v Syentési a v Oradeji. Oba byli žáky Ödöna Lechnera. Typický lechnerovský styl se u nich ale projevil jen ojediněle a to například na dvorních fasádách bratislavské Reduty, kde se objevují měkké organické okenní šambrány typické pro lechnerovskou secesi. Nevydali se však cestou osobité lechnerovské architektury, nýbrž si zvolili vlastní historizující styl, odkazují na dědictví baroka.

## Projekty na Slovensku
- Reduta, Bratislava, Palackého 2 (1906 soutěž, 1909 – 1910 projekt, 1913 realizace, 1914 – 1915 dána do užívání). Nacházejí se zde barokizující florálně-figurální ornamenty, typické právě pro práce Marcella Komora a D. Jakaba po celém Uhersku.
- Novobarokní zámek bulharského cara Ferdinanda I., známý též i jako Koburský zámek na „Prednej hore“ 470 – Muránska Huta (1912 projekt – 1914 realizace). Uceleného architektonické ztvárnění dosáhli architekti díky střídmosti v používání architektonických prostředků. Typické neobarokní prvky se zde setkávají s klasicizujícími ve vyvážené podobě.
- Secesní dům, Bratislava, Štúrova 6 / c (1903)